# Арцакена
Арцакена (італ. Arzachena, сард. Alzachena, вен. Arzachena) — муніципалітет в Італії, у регіоні Сардинія, провінція Сассарі. До 2016 року муніципалітет належав до провінції Ольбія-Темпіо.
Арцакена розташована на відстані близько 280 км на захід від Рима, 210 км на північ від Кальярі, 21 км на північний захід від Ольбії, 32 км на північний схід від Темпіо-Паузанії.
Населення — 13 544 особи (2014).
Щорічний фестиваль відбувається 9 вересня. Покровитель — Madonna della Neve.

## Демографія
Населення за роками:

Станом на 1 січня 2023 року в муніципалітеті офіційно проживало 1307 іноземців з 69 країн, серед них 707 громадян країн Євросоюзу та 18 громадян України.

## Сусідні муніципалітети
- Луогозанто
- Лурас
- Ольбія
- Палау
- Сант'Антоніо-ді-Галлура
- Темпіо-Паузанія